# Pandanus pentodon
Pandanus pentodon är en enhjärtbladig växtart som beskrevs av Henry Nicholas Ridley. Pandanus pentodon ingår i släktet Pandanus och familjen Pandanaceae. Inga underarter finns listade.